# Niederschlagung der Demonstration vom 9. April 1989 in Tbilissi

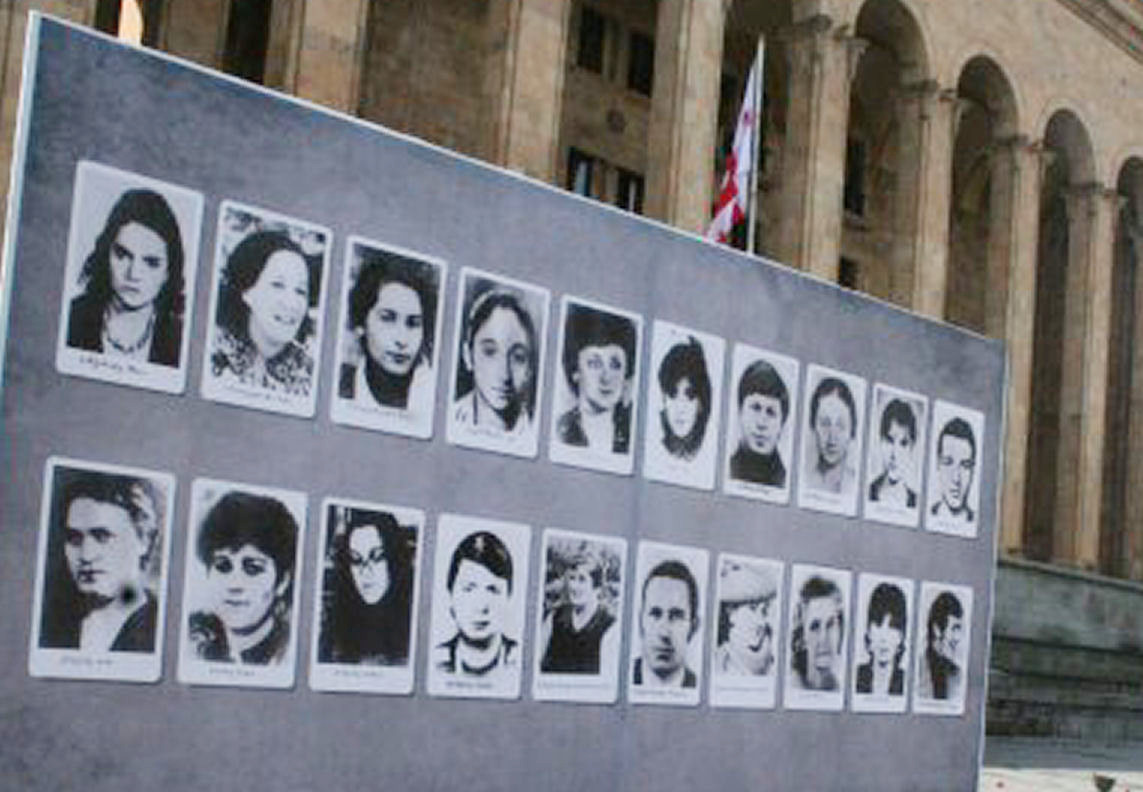
Opfer vom 9. April 1989 in Tbilissi

Am 9. April 1989 wurde eine antisowjetische friedliche Demonstration  (georgisch: 9 აპრილის ტრაგედია) in der georgischen Hauptstadt Tbilissi von  Sondereinheiten der sowjetischen Armee niedergeschlagen. 21 Demonstranten kamen ums Leben, hunderte wurden schwer verletzt und vergiftet. 17 Frauen, darunter eine Schwangere, waren unter den getöteten 21 Zivilisten, die Jüngste von ihnen 16 Jahre alt.

## Vorgeschichte
Die Protestbewegungen für die Wiederherstellung der staatlichen Unabhängigkeit Georgiens erreichten Ende der 1980er Jahre ihren Höhepunkt. Diese Periode zeichnete sich durch starke Unabhängigkeitsbewegungen aus, die mit permanenten Manifestationen gegen die sowjetische Diktatur protestierten.
Das Schlüsselereignis für die Kundgebungen war die am 18. März 1989 stattgefundene s.g. „Lychny Versammlung“ in Abchasien, bei der mehr als 30.000 Teilnehmer den Austritt Abchasiens aus dem georgischen Staatsverband und den Wiederaufbau der Sozialistischen Sowjetrepublik Abchasiens, den Status quo ante 1921-1931 forderten. Dies löste eine Welle der Proteste aus, die schließlich zur Massendemonstration für die Unabhängigkeit Georgiens von der Sowjetunion wurde. Demonstranten appellierten an die sowjetische Regierung, sie nutze den abchasischen Separatismus gegen die Unabhängigkeitsbewegung in Georgien und für die Entfachung eines ethnischen Konflikts.
Die Protestbewegungen erreichten ihren Höhepunkt am 5. April 1989, als sich Zehntausende Demonstranten, darunter Studierende, vor dem Parlamentsgebäude in Tbilissi versammelten und beinahe Hundert Aktivisten einen Hungerstreik ankündigten. Die Demonstranten (unter der Führung von Merab Kostawa, Swiad Gamsachurdia, Giorgi Tschanturia, Irakli Batiaschwili, Irakli Tsereteli und anderen) forderten Gegenmaßnahmen zum abchasischen Separatismus und die Wiederherstellung der Unabhängigkeit Georgiens.
Die sowjetische Lokalbehörden verloren die Kontrolle über die prekäre Situation und waren nicht mehr imstande, die Protestwelle zu bewältigen.

## Ablauf
Aus dem Dokument, das am 6. April 1989 von der US-Botschaft in der Sowjetunion an das US-Außenministerium gesandt wurde, geht folgendes hervor: Am 4. April versammelten sich Tausende von Demonstranten vor dem Parlamentsgebäude in Tbilissi und bereits am 5. April erreichte ihre Zahl bis zu 100.000; beinahe 100 von ihnen, darunter Giorgi Tschanturia und Irakli Tsereteli (National-Demokratische Partei Georgiens), kündigten einen Hungerstreik an.
Am 7. April um 21:00 forderte Dschumber Patiaschwili, der Generalsekretär der Kommunistischen Partei Georgiens, von der Sowjetregierung weitere Einsatzkräfte, um die prekäre Lage in Tbilissi aufzulösen, und schon am gleichen Tag erreichten sowjetische Streitkräfte die Hauptstadt, um die kritische Situation unter Kontrolle zu bringen.
Am frühen Morgen des 9. April 1989 wurde die friedliche Demonstration durch Sondereinheiten der sowjetischen Armee niedergeschlagen. Sie setzten Spaten als Schlagwaffen sowie CN- und CS-Gas gegen die Demonstranten ein, was zu 21 Todesopfern sowie mehreren Hundert vergifteten und verletzten Zivilisten führte. 17 Frauen, darunter eine Schwangere, waren unter den getöteten 21 Zivilisten, die Jüngste von ihnen 16 Jahre alt. Nach Angaben einiger europäischen Journalisten vor Ort soll es sogar bis zu 30 Todesopfer gegeben haben.

## Folgen
Die Geschehnisse des 9. April hatten ihre unmittelbaren historischen Folgen: In einem Referendum am 31. März 1991 stimmten etwa 90 % der wahlberechtigten Georgier über die Wiederherstellung der Unabhängigkeit ab, und am 9. April 1991, genau zwei Jahre nach der Niederschlagung, folgte die offizielle Unabhängigkeitserklärung Georgiens.